# Вудс, Клинтон
Клинтон Вудс (англ. Clinton Woods; 1 мая 1972 года, Шеффилд, Йоркшир, Великобритания) — британский боксёр-профессионал, выступавший в полутяжелой весовой категории. Чемпион мира в полутяжёлой (версия IBF, 2005—2008) весовой категории.

## 1994—2002
Дебютировал в ноябре 1994 года. 8 лет безвылазно боксировал в Великобритании.
В сентябре 2001 года в отборочной бою победил по очкам Яви Дэвиса.

## 2002-09-07Рой Джонс -Клинтон Вудс
- Место проведения:  Роус Гарден, Портлэнд, Орегон, США
- Результат: Победа Джонса техническим нокаутом в 6-м раунде в 12-раундовом бою
- Статус: Чемпионский бой за титул WBC в полутяжелом весе (11-я защита Джонса); чемпионский бой за титул WBA в полутяжелом весе (11-я защита Джонса); чемпионский бой за титул IBF в полутяжелом весе (7-я защита Джонса); чемпионский бой за титул IBO в полутяжелом весе (5-я защита Джонса)
- Рефери: Джей Нейди
- Время: 1:29
- Вес: Джонс 79,30 кг; Вудс 78,90 кг
- Трансляция: HBO
- Счёт неофициального судьи: Харольд Ледерман (50-45 Джонс)

В сентябре 2002 года Клинтон Вудс встретился с абсолютным чемпионом мира в полутяжёлом весе Роем Джонсом. Это был 1-й бой Вудса за пределеми Великобритании. Джонс в своей манере избивал противника. В 6-м раунде угол британца выбросил полотенце..

## 2003—2007
В ноябре 2003 года состоялся бой за вакантный титул IBF в полутяжёлом весе между Клинтоном Вудсом и Гленом Джонсоном. Бой закончился вничью.
В феврале 2004 года между состоялся 2-й бой между Клинтоном Вудсом и Гленом Джонсоном. Джонсон победил по очкам.
В октябре 2004 года Вудс встретился в элиминаторе с австралийцем Джейсоном Де Лайлом. Вудс побывал в нокдауне в 1-м раунде, а Де Лайл в 7-м. В 10-м раунде британец нокаутировал противника.
В марте 2005 года состоялся бой за вакантный титул IBF в полутяжёлом весе между Клинтоном Вудсом и непобеждённым американцем Рико Хойе. Вудс нокаутировал противника в 5-м раунде.
В сентябре 2005 года Вудс победил по очкам Хулио Сесара Гонсалеса.
В мае 2006 года состоялся 2-й бой между Вудсом и Джейсоном Де Лайлом. Чемпион нокаутировал претендента в 6-м раунде.
В сентябре 2006 года состоялся 3-й бой между Вудсом и Гленом Джонсоном. Британец победил соперника раздельным решением судей.
В сентябре 2007 года Вудс во 2-й раз встретился с Хулио Сесаром Гонсалесом. Как и в 1-й встрече британец победил по очкам.

## 2008-04-12Антонио Тарвер -Клинтон Вудс
- Место проведения:  Ст. Пит Таймс Форум, Лас-Вегас, Невада, США
- Результат: Победа Тарвера единогласным решением в 12-раундовом бою
- Рефери: Фрэнк Сантори младший
- Счет судей: Ховард Джон Фостер (119-109), Джон Руперт (117-111), Стив Маршалл (116-112) - все в пользу Тарвера
- Вес: Тарвер 78,80 кг; Вудс 79,40 кг
- Статус: Чемпионский бой за титул IBF в полутяжелом весе (5-я защита Вудса); чемпионский бой за титул IBO в полутяжелом весе (2-я защита Тарвера)
- Трансляция: Showtime
- Счёт неофициальных судей: Эдди Дэниелс (119-109), Мартин Роджерс (115-113), Патрик Шихан (115-114) - все в пользу Тарвера

В апреле 2008 года должен состоятся бой между Клинтоном Вудсом и американцем Антонио Тарвером. Тарвер доминировал в бою: он держал Вудса на дистанции и был более точен в атаках. По итогам 12-ти раундом все судьи отдали победу американцу.